# Лицейский переулок (Пушкин)
Лице́йский переулок — переулок в городе Пушкине (Пушкинский район Санкт-Петербурга). Проходит от Садовой до Средней улицы.

## История
Изначально это был Пе́вческий переулок. Название, появившееся в середине XVIII веке, связано с тем, что здесь жили придворные певчие.
4 сентября 1919 года переулок переименовали; он стал Кустовым переулком — в честь А. О. Кустова, революционера, заместителя председателя Детскосельского городского совета в 1918—1919 годах.
23 мая 1949 года переулок вновь переименовали — в Лицейский, поскольку в переулке находится здание Царскосельского лицея. Переименование приурочили к 150-летию со дня рождения А. С. Пушкина, который учился в этом лицее.

## Застройка
Чётную (западную) сторону Лицейского переулка занимают Царскосельский лицей и Лицейский сад. Нечётная (восточная) состоит из трёх памятников архитектуры — дома Энгельгардта (№ 1/4), певческого флигеля Царскосельского Дворцового правления (№ 5) и дома Дворцового правления (№ 1—3/8 по Средней улице). Во дворе находится Певческая водонапорная башня, реконструированная под ресторан (№ 7).